# Gekkenlogger
De Gekkenlogger is de bijnaam van de Katwijkse logger KW 171.
In 1915 kreeg een van de matrozen een visioen dat koers gezet moest worden naar Jeruzalem om een grote taak te vervullen. Een deel van de bemanning ging mee in deze gedachte, drie opvarenden die het niet geloofden werden gruwelijk vermoord omdat ze door de duivel bezeten zouden zijn. Het verhaal van de KW 171 gold lange tijd als taboe onder een groot deel van de Katwijkse bevolking, het werd het best bewaarde geheim van Katwijk genoemd. De gebeurtenissen op het schip worden vaak als voorbeeld van godsdienstwaanzin genoemd. Terug in Nederland werden de vissers enige tijd in inrichtingen gestopt. Maar aangezien het strafprocesrecht nog geen ontoerekeningsvatbaarheid of TBS kende, werden ze na enige tijd vrijgelaten.
De KW 171 werd opgekalefaterd en voer weer uit met een nieuwe bemanning, maar liep in 1918 op een mijn en verging.

### Wetenschappelijke onderzoeken
- dr. J.F. Plet en dr. J.H. Deknatel, Pro Justitia, een psychiatrisch rapport in opdracht van de rechter-commissaris (november 1915)
- dr. L. Bouman, Psychische infectie, een artikel in Stemmen des Tijds (januari 1919)
- Cornelis Varkevisser, Verslag van de als gevolg van godsdienstwaanzin plaats gehad hebbende gebeurtenissen op het loggerschip KW 171 Noordzee V, september 1915 (mei 1944)
- drs. J.D. (Joop) Burgerhout, De gekkenlogger of de heiliging van Arie Vlieland (2000), ISBN 9080604216

### Romans en verhalen
- Johan Wilhelm Schotman, De blinde vaart (1941)
- Johan Wilhelm Schotman, Hellevaart (1946)
- mr. Hans van Straten, Moordenaarswerk (1964), hiervan het hoofdstuk De duivel en de Katwijkers
- Jan Swagerman, Vertellingen rondom de Oude Rijnmond, hiervan het verhaal Geheimzinnige gebeurtenissen op zee (1991)
- Robert Haasnoot, Waanzee (1999), ISBN 9052266689
- Moord Podcast, Moord op de Haringlogger, 22 maart 2022